# 罗梅兰迪亚
罗梅兰迪亚是巴西圣卡塔琳娜州的一个市镇。总面积223.749平方公里，总人口5738人，人口密度25.6人/平方公里。